# Aziz Behich
Aziz Eraltay Behich (Melbourne, 16 de dezembro de 1990) é um futebolista australiano que atua como lateral. Atualmente joga pelo Al-Nassr, da Arábia Saudita

## Carreira

### Green Gully
Behich começou nas categorias de base do Green Gully SC em 2005.

## Seleção
Aziz Behich integrou o elenco da Seleção Australiana de Futebol, campeão da Copa da Ásia de 2015. Ele também integrou a Seleção Australiana de Futebol na Copa das Confederações de 2017. E a Copa do Mundo de 2018, na Rússia.

## Títulos
Austrália
- Copa da Ásia: 2015